# Cochliarium albipila
Cochliarium albipila är en tvåvingeart som först beskrevs av Zetterstedt 1846.  Cochliarium albipila ingår i släktet Cochliarium och familjen kolvflugor. Arten är reproducerande i Sverige. Inga underarter finns listade i Catalogue of Life.